# Hammurabi

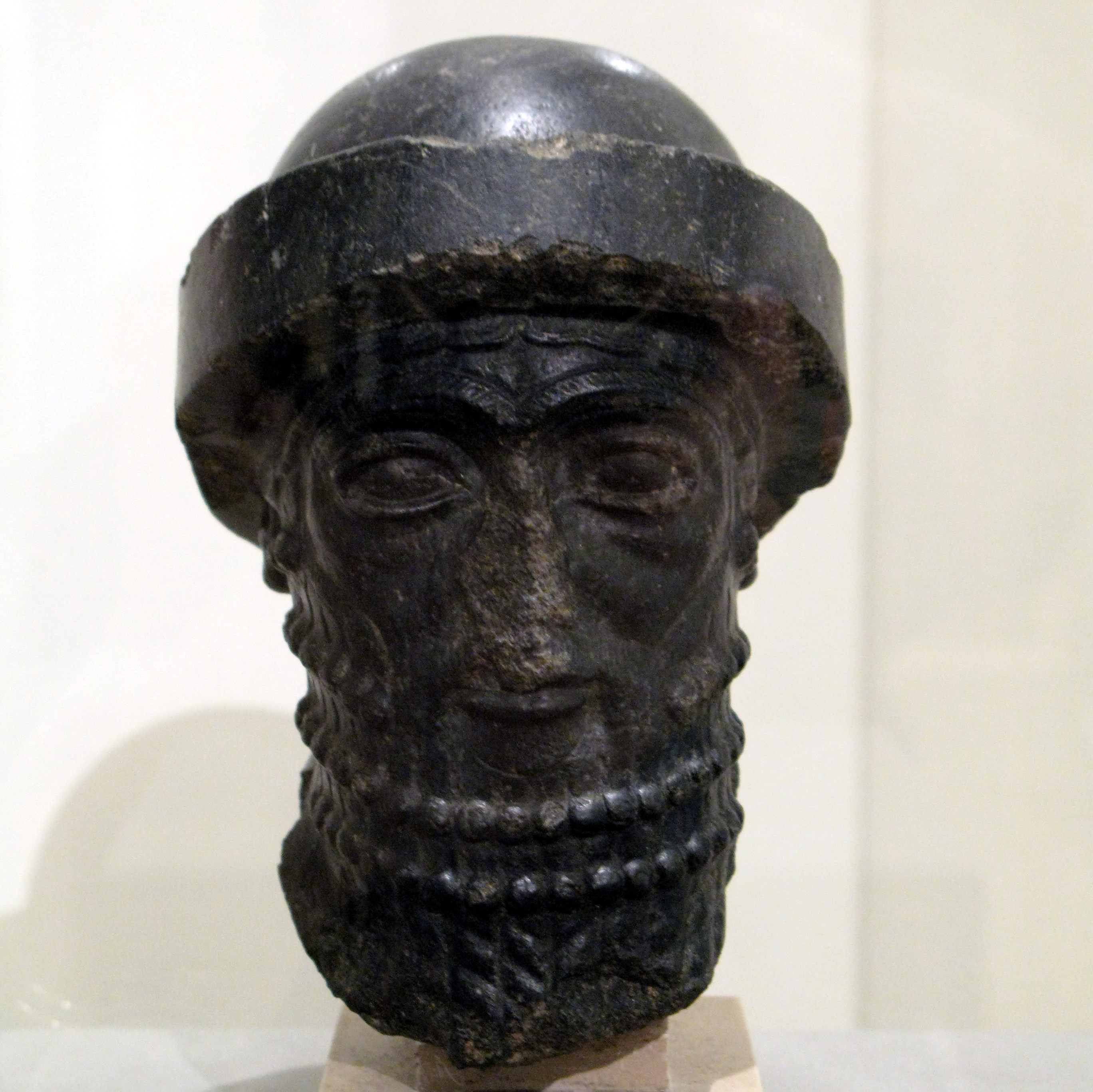

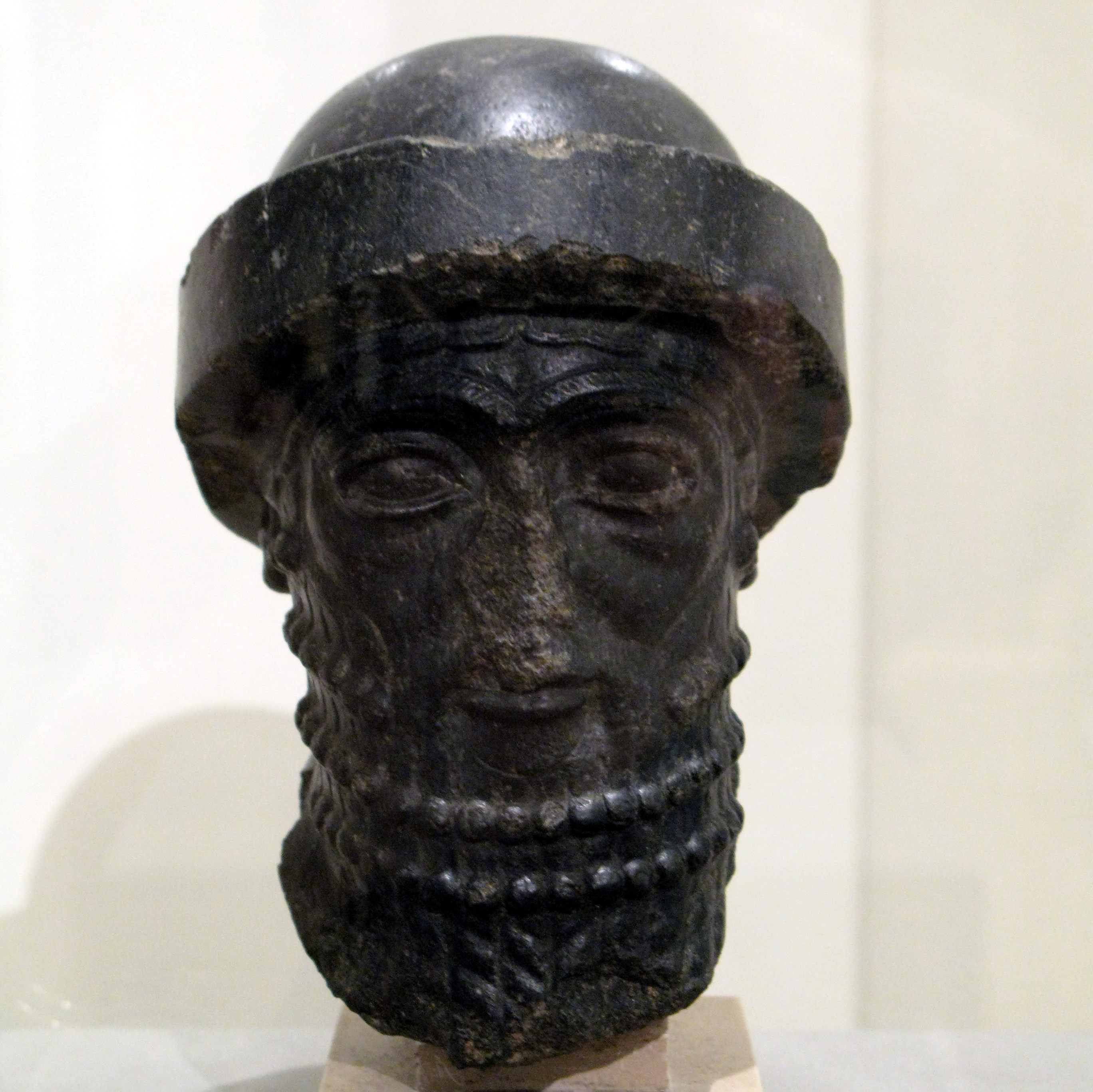
Bustul Regelui Hammurabi

Hammurabi (1810-1750 î.Hr.) a fost un rege babilonian care a realizat primul cod de legi. El a mai rămas în istorie și prin faptul că, în timpul său, Babilonul a devenit cel mai important centru cultural din Asia. Domnia lui Hammurabi a fost o domnie plină de cuceriri importante, dar și plină de cultură. Hammurabi a știut de la început să-și consolideze statul prin ridicarea unor edificii importante și prin întărirea infrastructurii și a obținut astfel succese și pe plan extern.

## Domnia
Hammurabi s-a născut, probabil, în anul 1810 î.Hr. În anul 1792 î.Hr., la vârsta de 18 de ani el preia puterea în Babilonia și devine rege. El făcea parte din ultima dinastie amorită care a condus Babilonul. Regatul său era la început redus numeric și teritorial. El a înțeles apoi că pentru a avea o politică externă de succes, trebuia să se ocupe mai întâi de politica internă. Astfel, el s-a ocupat în următorii 20 de ani de întărirea economică și socială a regatului. A ordonat construirea unor importante canale, a numeroase temple și a unor importante lucrări publice.

## Campaniile militare
După 7 ani de domnie, în anul 1785 î.Hr., Hammurabi a început extinderea regatului său, cucerind cetățile Isin, Uruk și Ur. După ce a întărit puterea țării, a pornit noi campanii de cucerire a teritoriilor străine. A reușit să supună regiunea Larsa și întreg Sumerul, apoi a reușit să cucerească Regatul Mari,  și Asiria și nu în ultimul rând zona Akkadului. Datorită acestor succese s-a autointitulat „rege al Akkadului, al Sumerului și al celor patru zări ale lumii”. Spre sfârșitul domniei a realizat cea mai importantă reformă a domniei sale, primul cod de legi din istoria lumii.

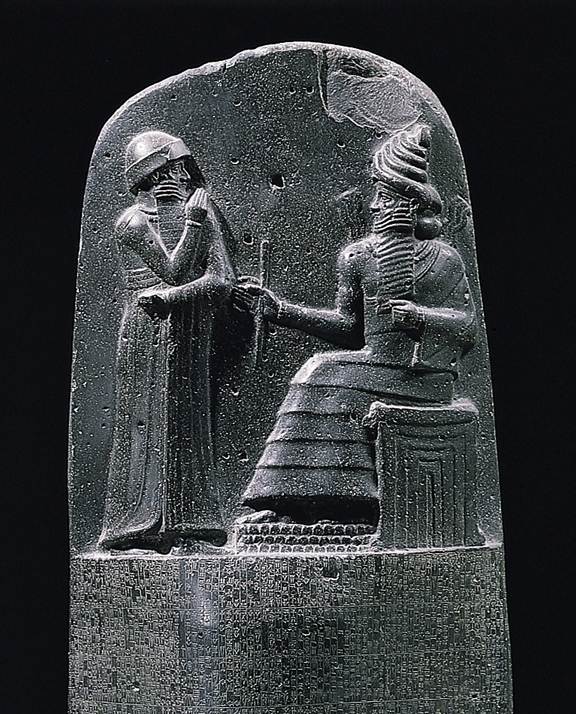
Hammurabi în fața lui Samash, zeul soarelui și al justiției

## Codul de legi

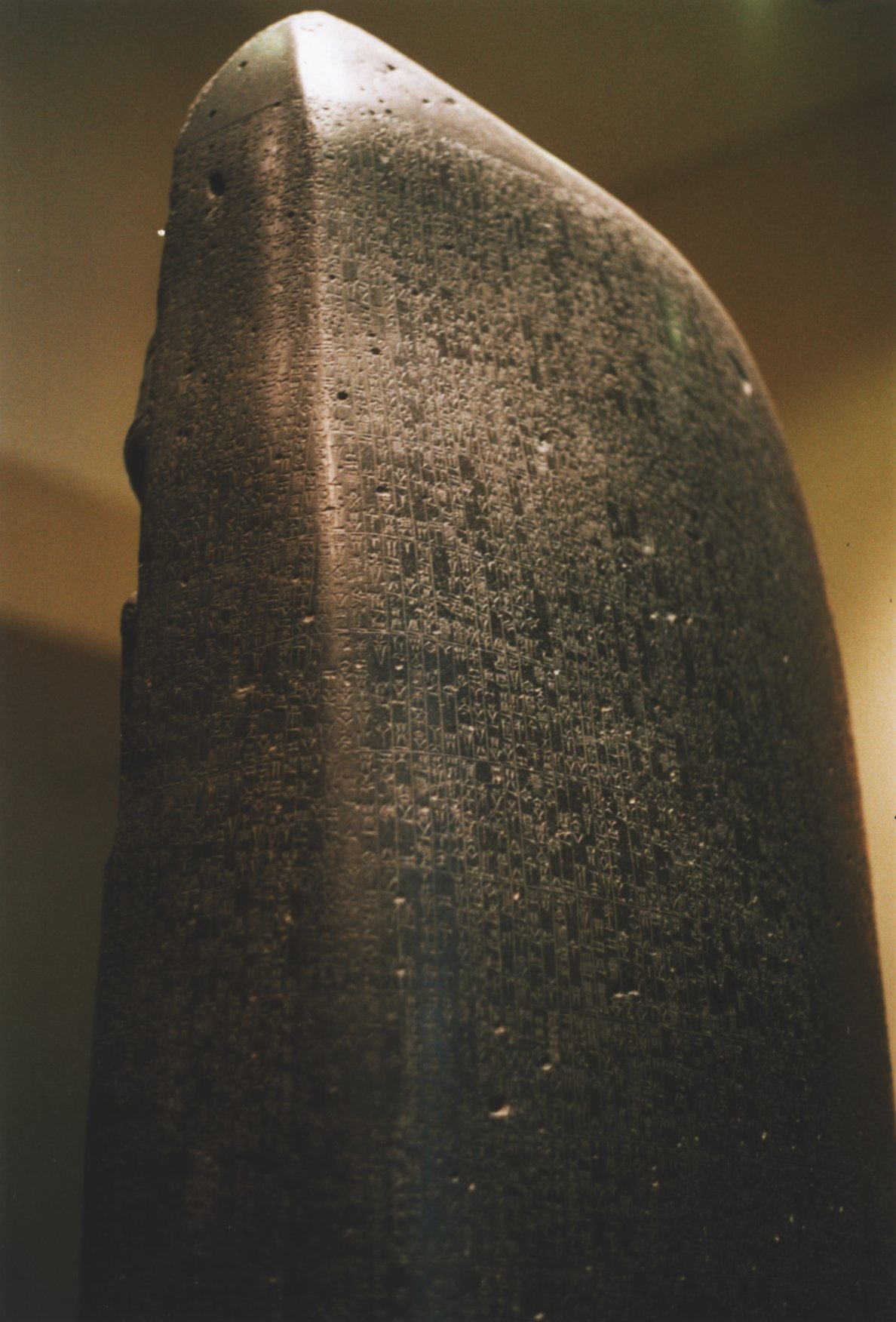
Codul lui Hammurabi

Codul lui Hammurabi sau Codex Hammurapi este cea mai veche culegere de legi, din timpul regelui babilonian Hammurabi. Codul, scris probabil în jurul anului 1760 î.Hr., cuprindea un Prolog, 282 de articole de lege și un Epilog scrise pe bazalt negru - au caracter juridic, moral si religios. Este descoperit in anul 1919(Susa)